# Hugo de Avalon
Hugo de Avalon, também conhecido como Hugo de Lincoln ou Hugo da Borgonha foi um religioso e santo da Inglaterra.

## Vida e obras
Era filho de Guilherme, senhor de Avalon; sua mãe se chamava Ana, que morreu quando ele tinha oito anos. Foi destinado à vida religiosa e tornou-se diácono aos 19 anos. Em 1159 foi mandado para o Mosteiro de Saint-Maxim e depois ingressou na Grande Cartuxa, tornando-se procurador, e em 1179 foi transferido para Witham, como prior do mosteiro local, a pedido de Henrique II, onde supervisionou a construção de um edifício maior, a Cartuxa de Witham. Em 21 de setembro de 1186 foi consagrado bispo de Lincoln na Abadia de Westminster, mas logo depois de sua consagração entrou em conflito com o rei, mas conseguiu mais tarde a reconciliação. Tornou-se conhecido por sua piedade e diligência no auxílio dos pobres, e também como educador. Protegeu os judeus e pacificou revoltas populares. Reergueu a Catedral de Lincoln depois de ser danificada por um terremoto, que veio a ser a primeira igreja inglesa em estilo gótico. Fez várias embaixadas para o rei junto à corte da França.

## Devoção
É festejado no dia 16 de novembro, tendo sido canonizado em 17 de fevereiro de 1220 pelo papa Honório III. É patrono dos doentes e protetor dos cisnes, que se tornaram seu símbolo, já que em vida um cisne esteve sempre a segui-lo enquanto permaneceu em Lincoln.